# Торфоболото (Московская область)
Торфоболото — посёлок в городском округе Мытищи Московской области России. 1994—2006 гг. — посёлок Сухаревского сельского округа Мытищинского района, 2006—2015 гг. — посёлок сельского поселения Федоскинское Мытищинского района. Население — 63 чел. (2010).

## География
Расположен на севере Московской области, в северо-западной части Мытищинского района, примерно в 25 км к северо-западу от центра города Мытищи и 21 км от Московской кольцевой автодороги, в 1,5 км к востоку от Дмитровского шоссе А104.
В посёлке 6 улиц — Крайняя, Лиственная, Моховая, Поселковая, Удачная и Центральная, приписано садоводческое товарищество. Ближайшие населённые пункты — деревня Ларёво и посёлок Борец.

## Население
| 2002 | 2010 |
| ---- | ---- |
| 33   | ↗63  |